# Apogonia obscura
Apogonia obscura är en skalbaggsart som beskrevs av Blanchard 1851. Apogonia obscura ingår i släktet Apogonia och familjen Melolonthidae. Inga underarter finns listade i Catalogue of Life.